# Georgius Johannis
Georgius Johannis, född 1534 i Bunkeflo socken, död 1599 i Björkebergs socken, var en svensk kyrkoherde i Björkebergs församling.

## Biografi
Georgius Johannis föddes 1534 i Bunkeflo socken. Han blev 1567 kyrkoherde i Björkebergs församling, Björkebergs pastorat. Johannis plundrades av danskarna 1570. Han skrev under riksdagsbeslutet i Stockholm 25 januari 1571 och Uppsala mötes beslut 1593. Johannis avled 1599 i Björkebergs socken.

### Familj
Johannis fick en son som blev officer och stupade 25 september 1598 vid slaget vid Stångebro.